# Eiji Maruki
Eiji Maruki –en japonés, 丸木 英二, Maruki Eiji– (25 de mayo de 1943) es un deportista japonés que compitió en judo. Ganó una medalla de oro en el Campeonato Mundial de Judo de 1967 en la categoría de –80 kg.

## Palmarés internacional
| Campeonato Mundial | Campeonato Mundial              | Campeonato Mundial | Campeonato Mundial |
| Año                | Lugar                           | Medalla            | Categoría          |
| ------------------ | ------------------------------- | ------------------ | ------------------ |
| 1967               | Salt Lake City (Estados Unidos) | Medalla de oro     | –80 kg             |